# SHARK (БпЛА)
SHARK (укр. «ШАРК») — розвідувальний безпілотний комплекс, створений компанією Ukrspecsystems для спостереження та коригування вогню. 
Безпілотний літальний апарат (БпЛА) обладнано високонадійним модулем зв’язку (шифрування AES-256), що дозволяє йому заглибитися у тил противника до 80 км в умовах радіоелектронної боротьби (РЕБ). Оптико-електронний комплекс спостереження з роздільною здатністю Full HD, з 30-кратним оптичним збільшенням і додатковим 3х цифровим зумом дає змогу вести спостереження на відстані до 5 км від безпілотника до об'єкта.

## Опис
«ШАРК» поєднує випробувані війною технології та досвід використання в бойових умовах більших оперативно-тактичних безпілотників серії PD-1 та PD-2. БпЛА запускається з катапульти та має оперативну дальність до 80 км, здіймаючись на висоту до 3000 метрів. Його максимальна швидкість — 130 км/год, крейсерська — 75 км/год, швидкість звалювання - 60 км/год. Посадка здійснюється за допомогою парашуту.  
БпЛА здатні протягом тривалого часу коригувати крупнокаліберну артилерію, стійкі до засобів РЕБ та складних погодних умов. З однієї станції можна керувати одразу кількома БпЛА, що здатні працювати у складних погодних умовах 
До складу комплексу БпАС «Шарк» входять:
- 3 БпЛА
- Наземна пускова установка
- Додаткове обладнання

## Історія створення
Компанія Ukrspecsystems почала працювати над БпЛА «Шарк» в умовах повномасштабного російського вторгнення 24 лютого 2022 року, а льотні випробування стартували менш ніж за пів року.

## Основні технічні характеристики[7]
| Характеристика                | SHARK UAS         |
| ----------------------------- | ----------------- |
| Дальність зв’язку             | 80 км             |
| Крейсерська швидкість         | 75 км/год         |
| Максимальна швидкість польоту | 130 км/год        |
| Максимальна дальність польоту | ~300 км           |
| Швидкість звалювання          | 60 км/год         |
| Практична стеля               | 3000 м            |
| Вага апарату                  | 12.5 кг           |
| Розмах крил                   | 3,4 м             |
| Робоча температура            | від -15 С до +50С |

### Камерна система
На літак, залежно від потреби, можуть бути встановлені різні модулі відеозйомки: USG-231 та USG-231-T.
| Характеристика                    | USG-231                                                  | USG-231-T                                                      |
| --------------------------------- | -------------------------------------------------------- | -------------------------------------------------------------- |
| Призначення                       | Камера денного бачення Full HDз 30х оптичним збільшенням | Камера нічного бачення з неохолоджуваним тепловізійним модулем |
| Цифрове наближення                | 3х                                                       | 4х                                                             |
| Цифрова стабілізація              | Так                                                      | Так                                                            |
| Захист від запотівання            | Так                                                      | Ні                                                             |
| Запис відео і зберігання на борту | Так                                                      | Так                                                            |
| Обертання по осі                  | Ні                                                       | 360°                                                           |
| Розмір, мм                        | 105х107х120                                              | 105х107х120                                                    |
| Вага, г                           | 590                                                      | 635                                                            |

## Програмне забезпечення для керування БпЛА[10]
Програмне забезпечення БпЛА «Шарк» спеціально розроблене для повного контролю та управління. Воно забезпечує бездоганний та інтуїтивно зрозумілий інтерфейс для пілотів усіх рівнів кваліфікації та містить автоматизовані функції для оптимізації операцій, підвищення ефективності та зниження ризику помилок, які можуть виникнути через людський фактор.
Основні характеристики:
- Розумна електронна передпольотна перевірка
- Автоматичне планування місії та заходів безпеки, включаючи автоматичне повернення додому та можливість екстреної посадки
- Трансляція даних у реальному часі
- Налаштування навігації за маршрутними точками, а також підтримка коригування маршруту під час польоту
- Рухома онлайн карта
- Ідентифікація та аналіз цілі

## Досвід експлуатації

### 2022 рік
Влітку 2022 року благодійний фонд Сергія Притули повідомив, що купує для ЗСУ безпілотний літальний апарат SHARK. За інформацією компанії, станом на початок 2023 року фондом було придбано три комплекси SHARK.
«Ми придбаємо не просто розвідувальні безпілотники, а унікальну розробку, створену фахівцями нашого Фонду, виробниками БПЛА «Укрспецсистемс» і компанією Pulsar Expo, що забезпечує проєкт спеціальними автівками, які ми спільно перетворимо на наземні станції управління польотами», — cказав на той час директор воєнного департаменту «Повернись живим» Андрій Римарук.  
1 листопада 2022 року компанія ОККО та Фонд «Повернись живим» оголосили збір коштів на придбання 25 комплексів Шарк для потреб ЗСУ. Загальна вартість проєкту — 325 000 000 грн. Вартість комплексу, за оголошеними даними зборів коштів на його придбання у листопаді 2022 року, становила 13 млн. грн.
25 безпілотних комплексів — це загалом:
- 75 БпЛА
- 25 прохідних авто Torsus від Pulsar Expo, обладнаних пунктами управління
- 25 пускових установок.

У рамках проєкту «ОКО за ОКО» була випробувана опція з дообладнання пункту дистанційного пілотування в середину кузова автомобіля Torsus Terrastorm.

### 2023 рік
В липні 2023 року DOU і KOLO долучились до збору на 5 БПЛА Shark  бпла були надані 24 ОМБр.

### 2024 рік
В травні 2024 року БФ "Сергія Притули" разом з Телебачення Торонто збирали на 2 комплекси БПЛА Shark з нічною фототехнікою за 7,3 млн. грн. для 54 ОМБр